# Reactor nuclear

Central nuclear de Leibstadt (Suïssa). El reactor es troba dins un mur de contenció semiesfèric.

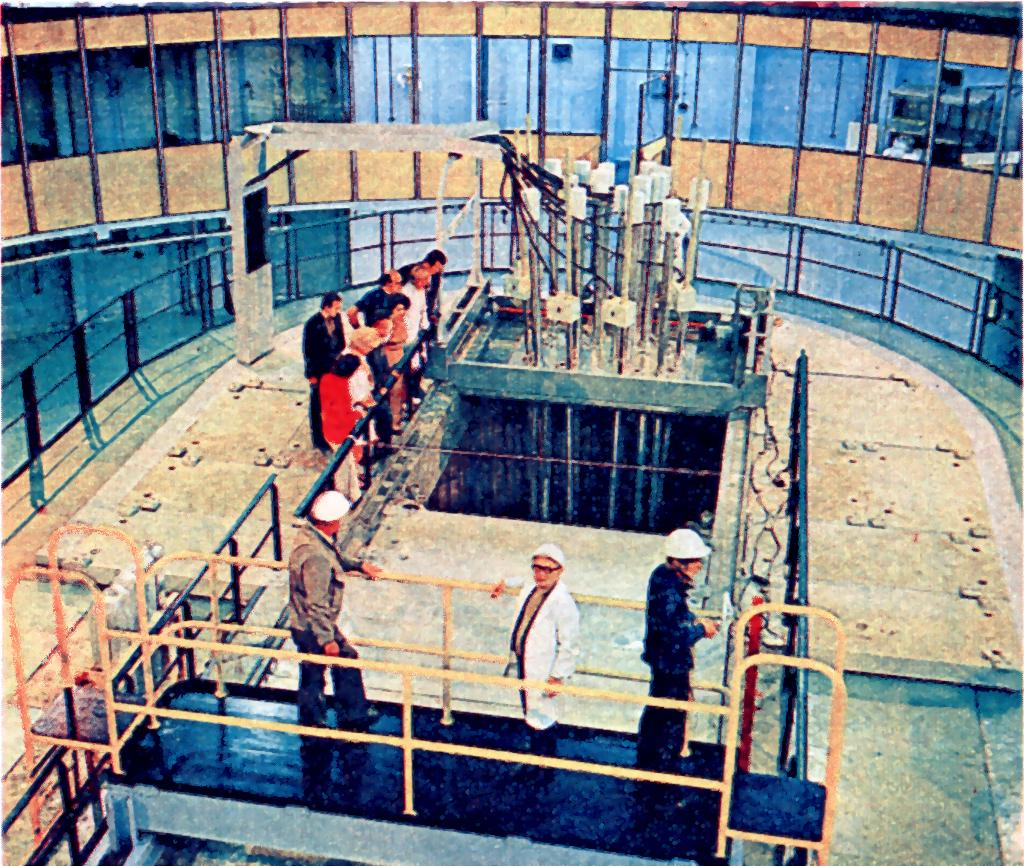
Reactor Maria, a Polònia.

Un reactor nuclear és una màquina que forma el nucli de producció energètica d'una central nuclear i que té la funció de produir energia calorífica, a base d'alliberar-la del nucli d'àtoms d'urani en ser trencats, i en ser bombardejats amb neutrons. En trencar-se cada nucli en dos fragments de fissió, a més d'alliberar calor també emet neutrons, que dividiran altres nuclis en una reacció en cadena. En un reactor la refrigeració i la seguretat són molt importants.
El primer reactor nuclear va ser dissenyat i posat en marxa pel premi Nobel de Física Enrico Fermi sota les grades del camp de rugbi de la Universitat de Chicago el 2 de desembre de 1942. Era de només mig Watt de potència però va servir per demostrar que un reactor nuclear era tècnicament possible. Va ser usat com a instal·lació pilot dels reactors dissenyats per a fabricar plutoni per a la bomba atòmica del Projecte Manhattan de la Segona Guerra Mundial. A Espanya només se n'han fet amb objectius pedagògics i per a centrals nuclears, la més antiga de les quals, la central nuclear José Cabrera “Zorita”, es va començar a construir el 1965. Als Països Catalans la més antiga és la de Vandellòs I, que tenia un reactor de gas.
Els reactors nuclears produeixen calor que es fa servir sobretot per a la generació elèctrica, dessalinització d'aigua de mar i propulsió naval.

## Principis físics

Esquema de la fissió nuclear de l'urani 235. Els àtoms "arrugats" són radioactius. En blau cel els neutrons.

El funcionament dels reactors nuclears està basat en les reaccions nuclears en cadena.

### Fissió nuclear
Un àtom està format per un gran nucli central envoltat d'una zona per la qual es desplacen de manera caòtica alguns electrons, que són partícules molt petites. El nucli està format per neutrons i protons units entre ells. Si trenquem un nucli en dues parts, obtenim dos fragments de fissió, que, amb els electrons que agafi cadascun, seran dos àtoms d'un element químic diferent a l'àtom inicial trencat. Aquest trencament en, generalment dues o tres parts, s'anomena fissió nuclear.
A les fissions nuclears sovint els àtoms lliuren al medi ambient una mica de massa (neutrons, radiacions alfa o nuclis d'heli, radiacions beta o electrons) i molta energia en forma de fotons, que corresponia a l'energia d'enllaç entre els nucleons (neutrons i protons del nucli) abans units i que s'han separat al trencament. Per exemple, l'energia alliberada per una fissió d'un àtom d'urani 235 és de 210 MeV i un quilogram d'urani fissionat desprèn 925MW.
La secció eficaç d'un nucli atòmic, o probabilitat d'interacció d'un neutró amb el nucli, es mesura en unitats de superfície, com els barns (un barn és igual a 10−24 cm²), i depèn de l'energia cinètica d'aquest neutró. Aquesta és molt major a l'urani 235 (682 barns; de sumar la secció eficaç de captura radioactiva, de 98 barns, als 584 barns de secció eficaç per fissió) que a l'urani 238 (de només 2,7 barns de secció eficaç, a la qual no hi ha component per fissió), i també és major al plutoni 241, que al plutoni 239 i, molt més, que al plutoni 240.

### Reacció en cadena

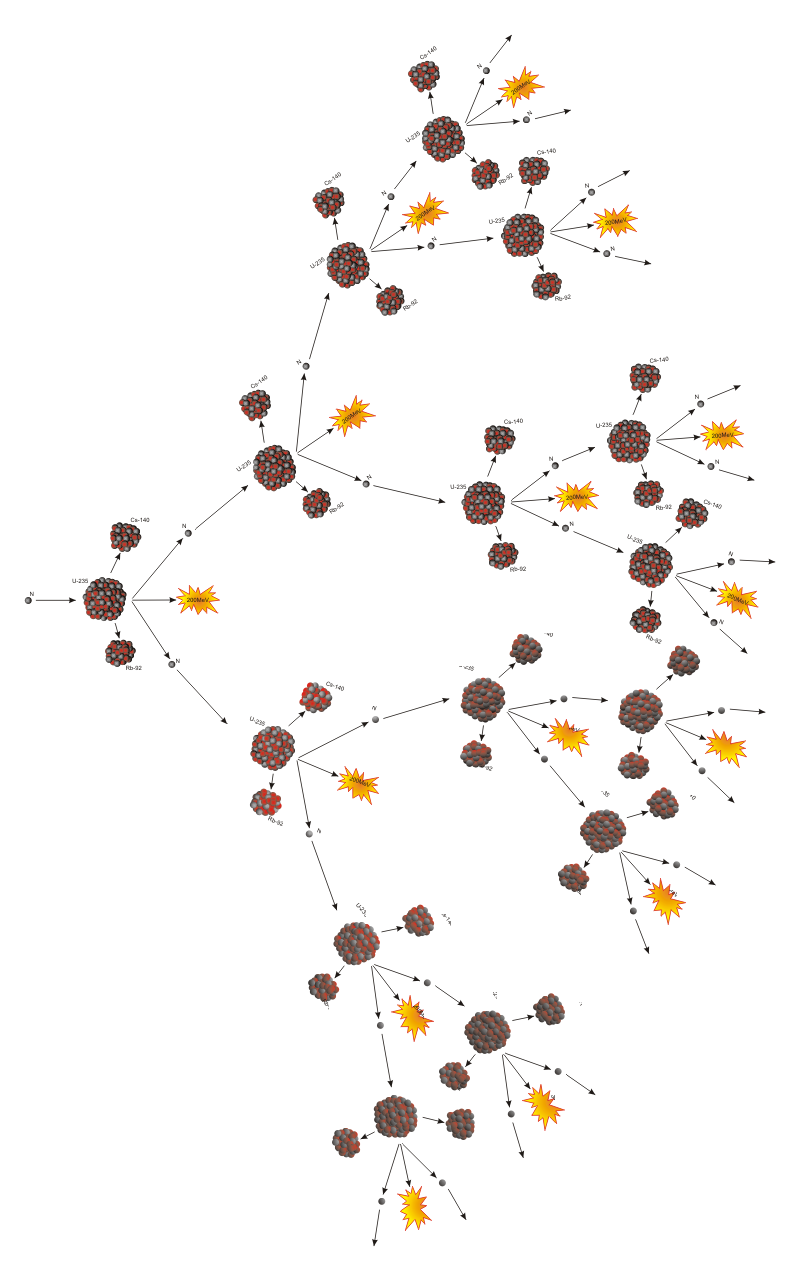
Reacció en cadena

La fissió pot ser espontània (poc probable) o induïda (provocada). Sigui com sigui, a més, si la fissió es fa en certes condicions, almenys una partícula produïda al trencament d'un nucli d'un nucli pesant (o sigui, d'un àtom gran) surt llançada i topa amb un altre nucli d'àtom gran, trencant-lo (o sigui, fissionant-lo) i fent que emeti nous neutrons, que repeteixen successivament el procés. Això s'anomena reacció en cadena, perquè un cop començada s'alimenta ella mateixa. En particular és una fissió en cadena, ja que hi ha altres tipus de reaccions químiques i nuclears que també es poden produir en cadena.
El coeficient de multiplicació (k) és el nombre de fissions en un instant dividit en el nombre de fissions a la generació anterior o, cosa que és el mateix, el nombre de neutrons en una generació entre els que hi havia a la generació precedent. Una reacció en cadena amb k inferior a la unitat (reacció subcrítica) tendeix a mitigar-se, una k igual a 1 (reacció crítica) manté constant el nombre de fissions i amb una k major a 1 les fissions van augmentant (reacció supercrítica). En un reactor podem modificar la k per a controlar la reacció en cadena i la calor obtinguda pel percentatge d'urani 235 que posem al combustible (més enriquit és una k major), per moderadors (augmentadors de k) i absorbents (disminuidors de k). La reacció en cadena també es pot mesurar per la reactivitat, que és igual a (k-1)/k i que val zero quan k és igual a 1.
No tots els àtoms tenen la mateixa facilitat per a fissionar-se en cadena, perquè això ocorri cal que el nombre mitjà de neutrons emesos a cada fissió sigui proper a dos i mig, com ocorre en el cas de l'urani (és de 2,42 per l'urani 235 i neutrons d'energia de 0'025eV, dits neutrons tèrmics).
L'energia cinètica dels neutrons produïts a la fissió és de l'ordre de dos megaelectrovolts. Més del 99 % d'aquests neutrons són immediats (instantanis, ràpids) mentre que la resta, menys de l'1 %, són retardats, lents o diferits, que apareixen després de la fissió com a conseqüència d'alguns productes de la reacció. Els seus períodes de desintegració estan compresos entre 0'2 segons i 55 segons.

## Funcionament bàsic

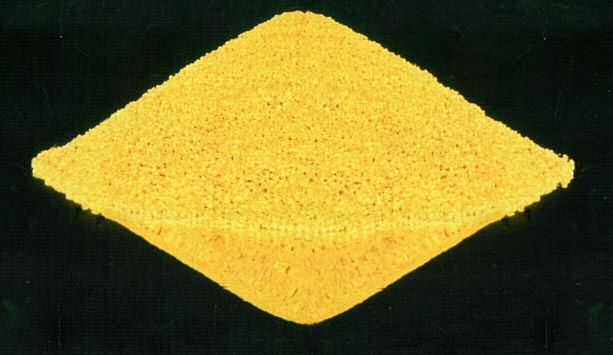
Galeta groga d'òxid d'urani concentrat, U₃O₈, usat per a produir el combustible UO₂

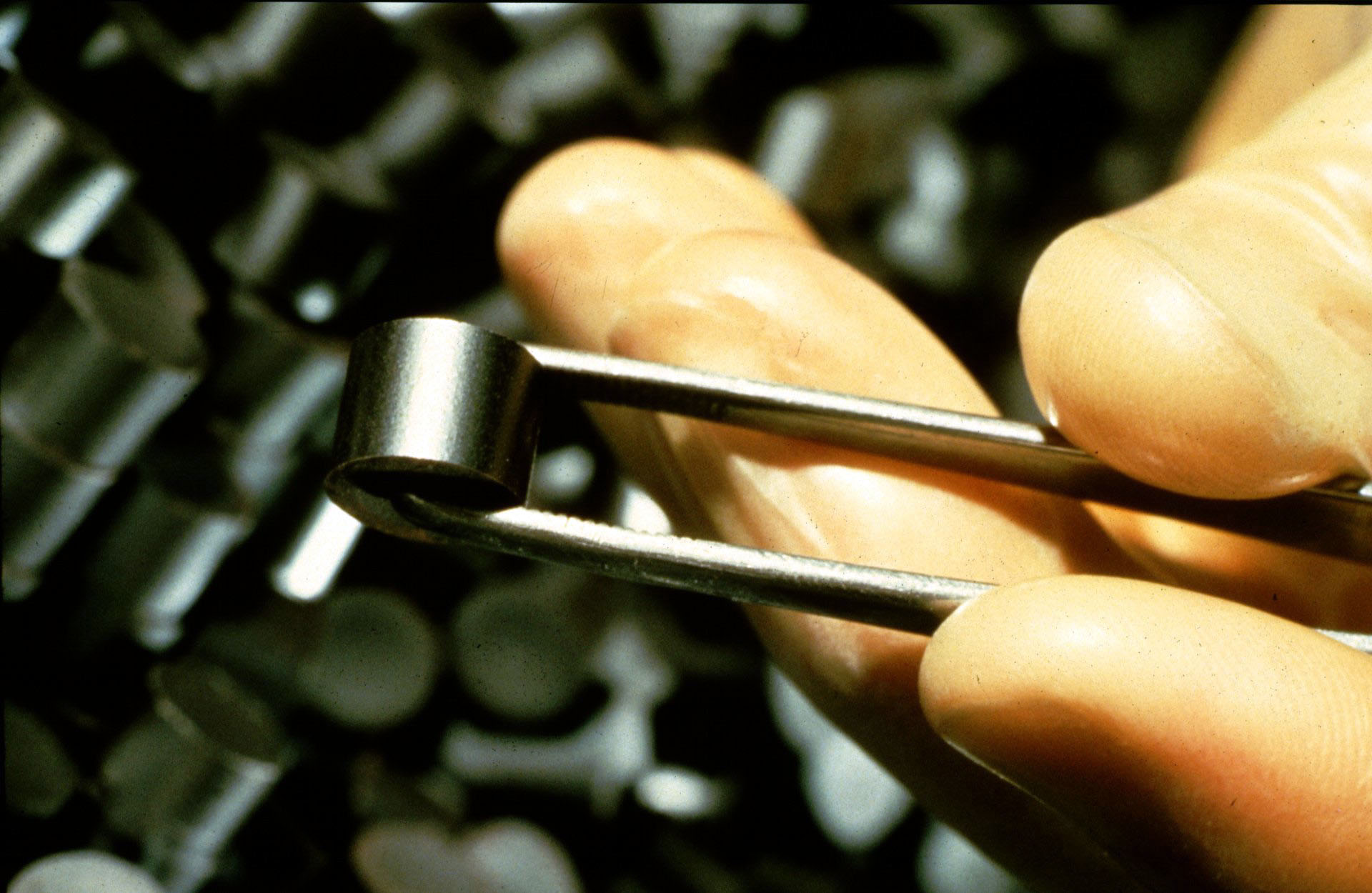
Una pastilla de combustible nuclear

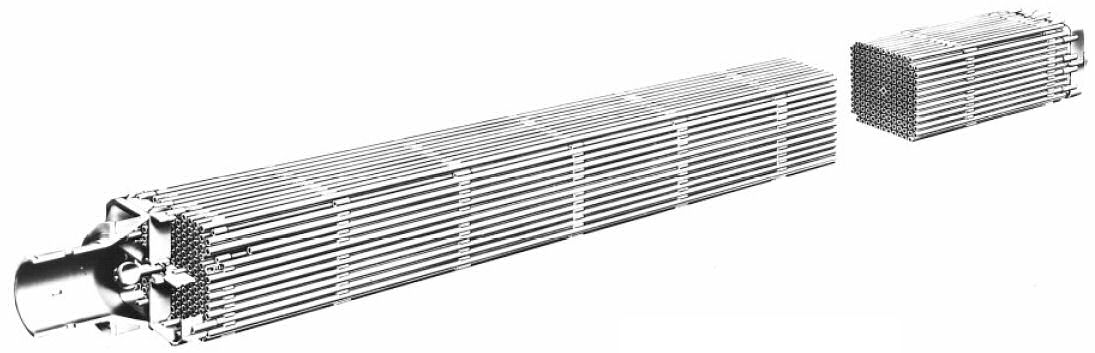
Element de combustible, format per un feix de beines de zircaloy on s'apilen les pastilles

Les centrals nuclears són instal·lacions de producció d'electricitat a partir d'energia calorífica proporcionada per habitualment un o dos reactors nuclears. Els reactors d'una mateixa central nuclear funcionen de manera independent entre ells. Cada reactor s'encarrega de produir calor a partir de l'energia obtinguda per reaccions de fissió nuclear en cadena.

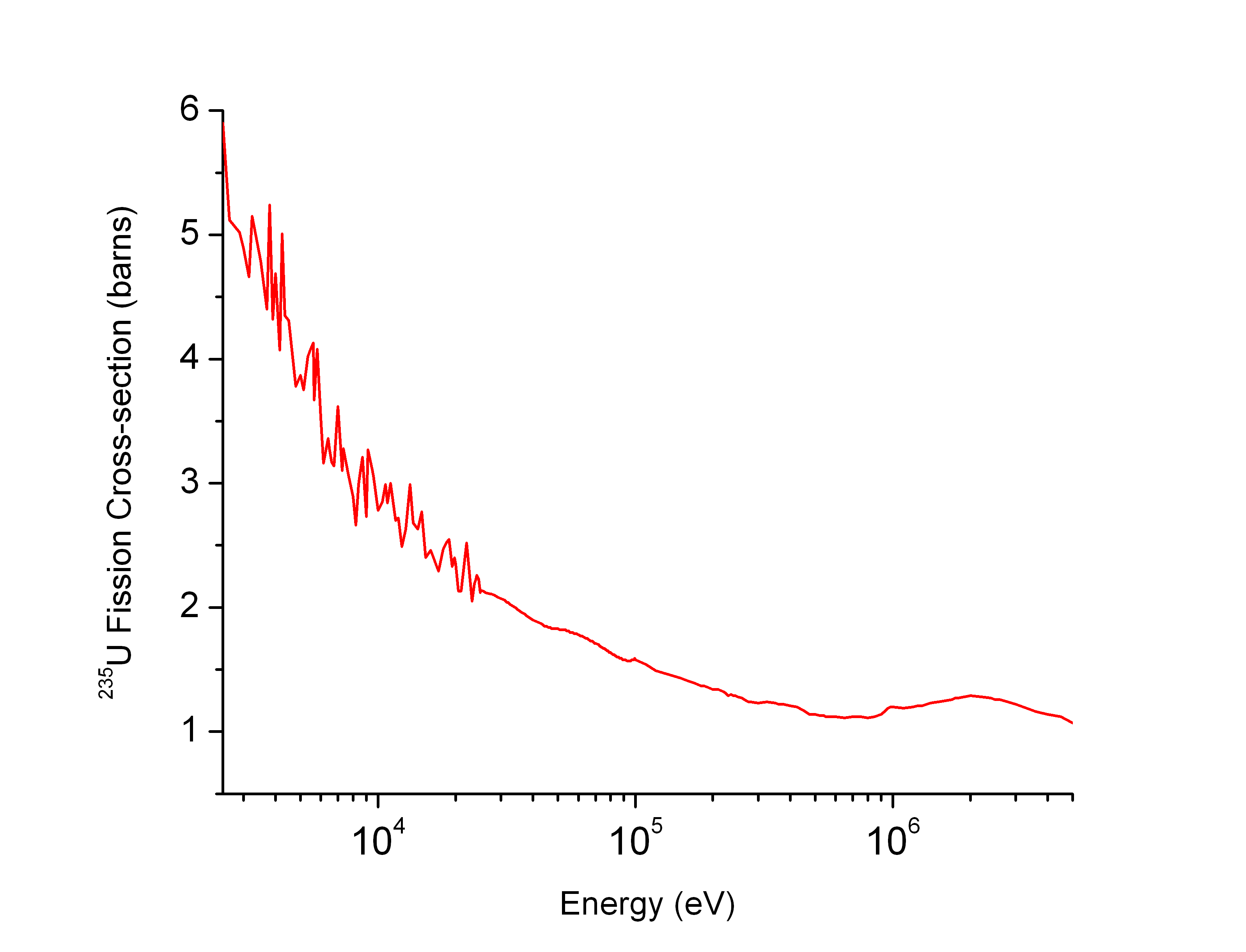
La secció eficaç (eix vertical), o probabilitat que l'àtom d'urani fissioni, és alta per a petites velocitats del neutró (i per tant energia cinètica, a la taula, en electró volts) i baixa a grans velocitats.

Perquè es produeixi la fissió en cadena cal que almenys un dels neutrons produïts a la fissió d'un àtom gran, que als reactors nuclears sol ser urani 235, produeixi una altra fissió d'un nucli d'urani i això es repeteixi successivament. La reacció en cadena es pot facilitar si els neutrons incidents (els que xoquen contra els àtoms d'urani) tenen una velocitat no gaire ràpida. Això és perquè a més alta velocitat, més energia cinètica tenen, cosa que fa disminuir la secció eficaç de fissió. Per a aconseguir-lo, prop de les pastilles de combustible (l'urani) es posen moderadors dels neutrons de fissió, que disminueixen la seva velocitat per a augmentar el nombre de reaccions i que la cadena no vagi minvant i s'aturi. El procés de moderació consisteix a fer xocar els neutrons amb partícules d'una mida no excessivament diferent a la seva pròpia, per tal que vagin perdent velocitat i energia.
Els reactors nuclears de fissió que fa servir moderador s'anomenen reactors tèrmics i són la majoria dels existents al món actualment. Només n'hi ha un grapat que no usen moderador, estan encara en fase de prototipus i s'anomenen reactors ràpids.
Tant o més important és poder afeblir la cadena de reaccions i fins i tot, si cal, aturar-la completament. Aquesta es controla amb un sistema bàsic que inclou la introducció de més o menys material absorbent de neutrons. Es fan servir elements mòbils d'un material que pren els neutrons del reactor.
L'urani 235 a fissionar sol introduir-se en forma de pastilles de diòxid d'urani (UO₂). En trencar-se, cada àtom d'urani genera dos fragments de fissió que solen ser radioactius, a més de neutrons. Alguns d'aquests neutrons poden reaccionar amb isòtops d'urani i produir isòtops inestables de vida llarga (transurànids), com el plutoni o el neptuni. Altres neutrons poden reaccionar amb altres elements (impureses, moderadors, materials de l'estructura del reactor, etc.) i donar lloc a productes d'activació inestables.

## Parts d'un reactor

Esquema de funcionament d'un reactor de gas Magnox. El quadre verd representa el mur de contenció. Dins, les barres mòbils en negre són l'absorbent, les vermelles són el combustible i en gris està el moderador. En groc s'observa el circuit primari, al qual una bomba fa circular un fluid refrigerant que extreu la calor obtinguda al reactor i passa per un intercanviador de calor. A l'intercanviador, ja fora del reactor, hi ha moltes petites canonades per on entra aigua freda (en blau), que en passar dins del recinte escalfat pel refrigerant s'escalfa fins a evaporar-se (en vermell) i surt. El refrigerant es refreda quan dona calor al segon circuit, dins de l'intercanviador, i això està marcat pintant-lo d'un groc més clar, llavors torna a entrar al reactor, on és escalfat per la calor de les reaccions nuclears, i surt amb aquesta calor de nou cap l'intercanviador, refredant (extraient calor) així el reactor.

- El vas del reactor és un recipient d'acer que conté una font de neutrons, per poder iniciar la reacció en cadena i el combustible nuclear, que pot ser urani natural o urani enriquit. El vas i tot el reactor es troben dins d'un mur de contenció de formigó, de prou gruix perquè no el puguin travessar els neutrons o altres partícules radioactives a les possibles fugues, i dissenyat de tal manera que, si el reactor explotés, tota l'explosió es mantindria completament a l'interior d'aquesta estructura, sense fugues de cap mena vers l'exterior.
- El moderador té la funció de reduir la velocitat dels neutrons emesos en les reaccions de fissió nuclear, ja que aquestes, en l'urani, es produeixen en major mesura quan els neutrons incidents, que xoquen contra els àtoms d'urani, tenen baixa energia cinètica i velocitat. La moderació, o descens de la velocitat, dels neutrons incidents es fa fent-los xocar amb successivament amb materials que tenen àtoms petits, com per exemple d'hidrogen. D'aquesta manera, els neutrons reboten amb ells però amb una velocitat inferior, ja que han transmès velocitat i energia cinètica als àtoms contra els que han xocat. El moderador que se sol utilitzar és aigua (normal o aigua pesant) o bé grafit. Fa anys que hom experimenta amb reactors sense moderador (els reactors ràpids) però els resultats obtinguts fins ara són força decebedors.
- L'absorbent és un material absorbent de neutrons que s'aplica en forma d'elements mòbils dins dels elements (tubs) de combustible que es poden regular, de manera que hom pot controlar en tot moment quants neutrons vol fer desaparèixer en cada instant i, per tant, quant es vol inhibir la reacció en cadena. És un element molt important, ja que, sense aquest control de les reaccions, aquestes augmentarien de manera exponencial i el reactor, descontrolat, explotaria com bomba nuclear. L'absorbent sol tenir forma de llargues barres que estan formades per aliatges de bor, cadmi i hafni, materials que absorbeixen neutrons. Quan les barres estan totalment introduïdes, la reacció nuclear en cadena s'atura per complet. El control de les reaccions se sol fer per mitjà de la temperatura, que és molt fàcil i ràpida de mesurar amb sensors.
- El refrigerant és un fluid que transporta la calor generada per les reaccions nuclears del reactor al generador de vapor i la turbina. Els refrigerants poden ser líquids com l'aigua, el sodi i el potassi, o gasosos com el diòxid de carboni, l'heli, l'hidrogen i el nitrogen.
- El combustible sol ser òxid d'urani (UO₂). L'urani que conté aquest compost pot ser natural (99,3 % de l'isòtop urani 238 i 0,7 % de l'isòtop urani 235) o bé enriquit, és a dir, amb una proporció més alta d'urani 235, que és el que té major probabilitat de ser fissionat per neutrons de baixa energia.

## Tipus de reactors
Els diferents tipus de reactors nuclears que hi ha a les diferents centrals nuclears en funcionament avui al món, classificats com ho fa l'Organisme Internacional de l'Energia Atòmica de les Nacions Unides, OIEA, són els següents:
- Reactor d'aigua pressuritzada (PWR, de l'anglès pressurized water reactor, i VVER, del rus, Водо-Водяной Энергетический Реактор): Fan servir aigua a alta pressió com a moderador dels neutrons, per a refrigerar el reactor i per a produir vapor als generadors de vapor. Com a combustible usen òxids d'urani lleugerament enriquit. Reactor tèrmic. S'usa a la central nuclear d'Ascó i a Vandellòs II.
- Reactor d'aigua bullent (BWR, de l'anglès boiling water reactor): El segon més comu al món, ja que hi era a 93 centrals nuclears al món en 1997. L'aigua bull, i així produeix vapor, directament al nucli del reactor. S'hi usa aigua a pressió com a moderador dels neutrons i com a refrigerant del nucli. El combustible també són òxids d'urani lleugerament enriquit. Reactor tèrmic. S'usa a la central nuclear de Cofrents i a la central japonesa Fukushima Daiichi, que va patir un accident a causa del terremot i del tsunami de març de 2011.
- Reactor d'aigua pesant pressuritzada (PHWR, de l'anglès, pressurized heavy water reactor): El 1997 n'hi havia 28 al món, que feien una potència total de més de 15.000 MWe. S'usa bàsicament al Canadà. Fa servir aigua pesant (òxid de deuteri, D₂O) a alta pressió com a moderador de neutrons i com a refrigerant. Reactor tèrmic.
- Reactor de gas (GCR, de l'anglès gas cooled reactor, AGR i Magnox): Són reactors que fan servir grafit com a moderador dels neutrons i diòxid de carboni en estat gasós com a refrigerant. Els de tipus Magnox usen urani natural com a combustible, mentre que els AGR fan servir urani enriquit. Reactor tèrmic. Era l'usat a Vandellòs I.
- Reactor moderat per grafit i refrigerat per aigua lleugera (LGR, de l'anglès light-water graphite-moderated reactor, o RBMK, del rus Реактор Большой Мощности Канальный): Són tots models d'origen rus, el més conegut és el que va patir l'accident de Txernòbil. El 1997 hi havia 14 centrals nuclears amb aquesta tecnologia, que produïen uns 14.6000 MWe. L'"aigua lleugera" és aigua normal (H₂O), es diu així per a marcar la diferència amb l'aigua pesant, que és aigua amb dos àtoms de deuteri, un isòtop de l'hidrogen, en comptes dels d'hidrogen. Reactor tèrmic.
- Reactor ràpid (LBR o LMFBR, de l'anglès liquid-metal fast-breeder reactor): Es diferencien dels reactors tèrmics en el fet que la fissió nuclear en cadena es fa amb neutrons que no han estat prèviament moderats. Fan servir sodi líquid com a refrigerant. El 1997 hi havia quatre a tot el món, en etapa de prototipus, dels quals el més avançat era el Monju, al Japó, però els diversos problemes i accidents que han tingut han frenat notablement el seu desenvolupament.

## Reactors de fusió

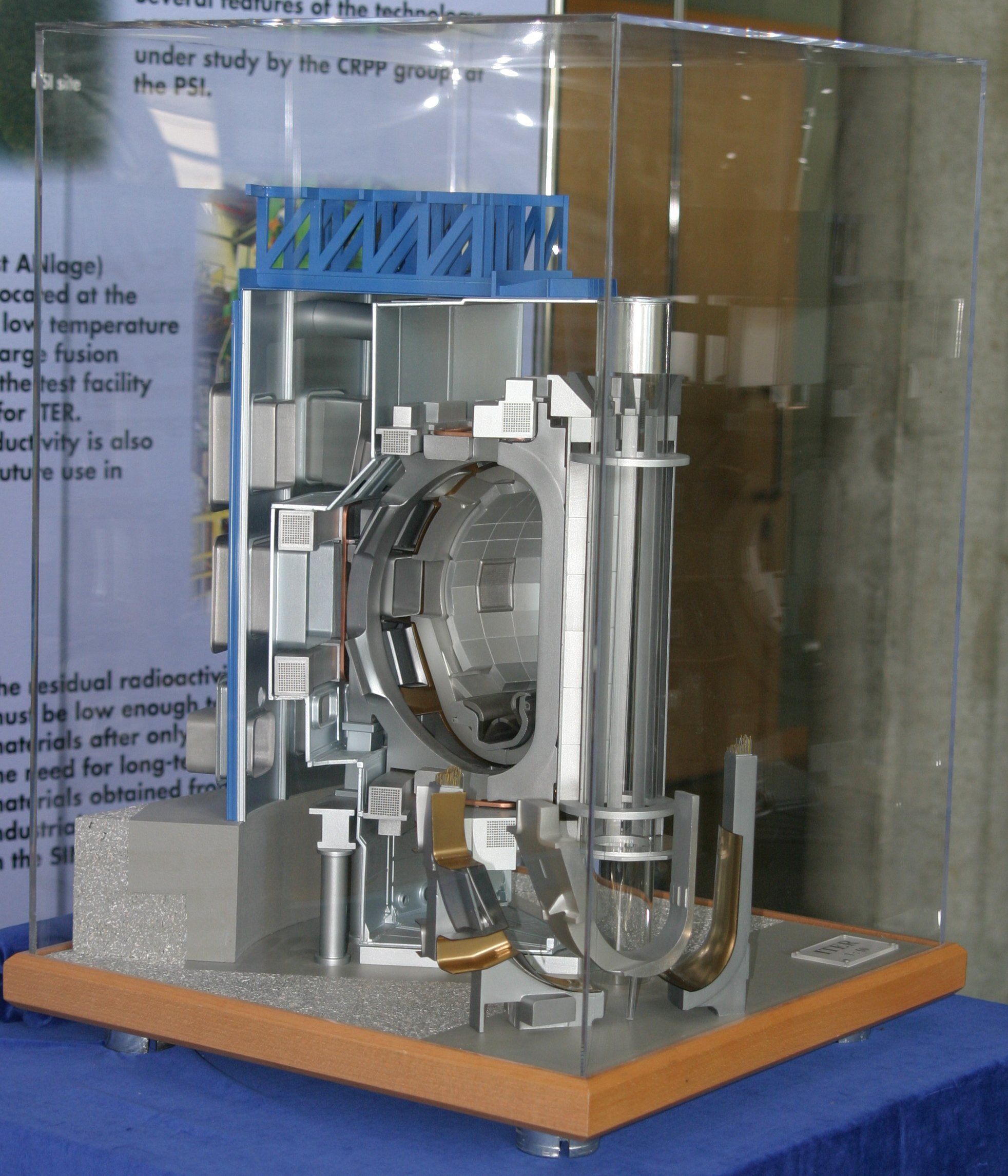
Maqueta que mostra una secció de l'ITER, que té forma de "donut" o de toroide

El Sol i la resta d'estrelles es poden considerar reactors naturals de fusió. Actualment no existeix cap central nuclear que funcioni amb reactor de fusió, ja que aquest encara està en fase de recerca.
El principal inconvenient de construir un reactor de fusió és el seu rendiment: es gasta més energia en fer el combustible que l'energia que es produeix, de manera que en comptes d'obtenir energia el que fem és consumir-la. Un altre greu inconvenient és que, segons el criteri de Lawson, es necessita una temperatura d'ignició, o de començament de la reacció de fusió en cadena, molt elevada, de l'ordre de 10.000.000.000 °C i un combustible (heli, per exemple, molt abundant a l'aire) calent en estat de plasma, cosa que fondria qualsevol recipient on el volguéssim tancar. A les estrelles els materials queden "subjectats" per la gravetat, que impedeix que es dissipin. Als reactors s'està investigant de "subjectar" o confinar el combustible en estat de plasma i les seves reaccions nuclears bé per confinament magnètic, en sistemes amb formes toroidals, com el tokamak i l'stellerator; bé per confinament inercial, als quals la ignició ocorre al centre i es propaga vers l'exterior fins que s'acaba el combustible.
El reactor ITER, un tokamak que s'està construint a Carandache (França), experimenta amb la fusió nuclear.

## Usos

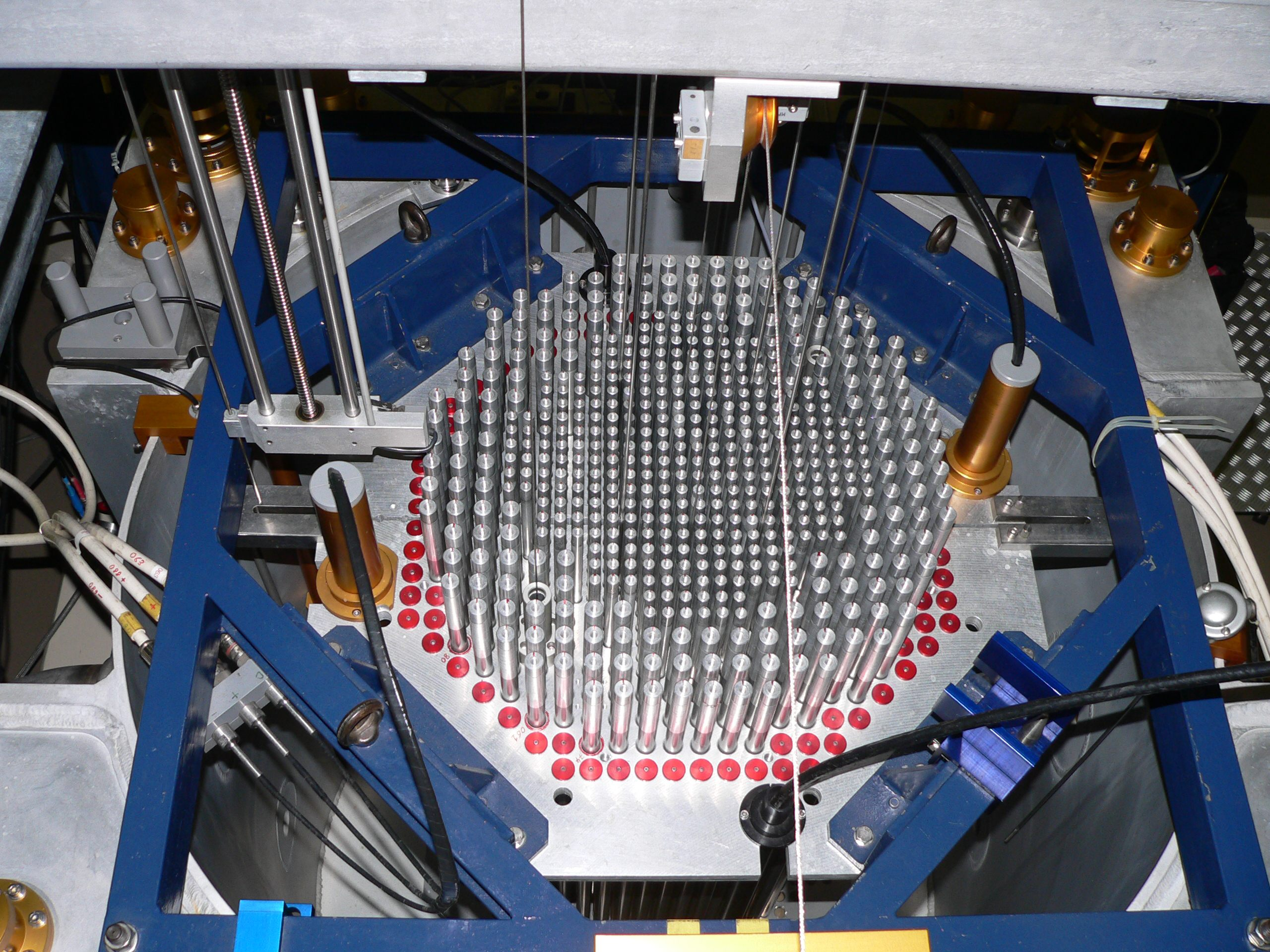
Reactor escolar que imita el d'una central nuclear

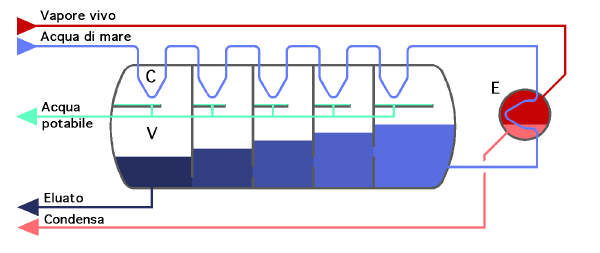
Esquema d'un dessalinitzador d'aigua marina de tipus flash multiestadi.

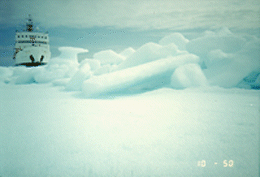
Vaixell trencaglaç

La tecnologia dels reactors nuclears va començar a desenvolupar-se amb fins bèl·lics però a partir dels anys cinquanta es va començar a diversificar per a fins civils, en especial per a la producció d'energia elèctrica.
En els últims anys, pels problemes de sostenibilitat que presenten els combustibles fòssils de les centrals tèrmiques, i per la independència i benefici que representaria com a solució d'energies renovables; ha anat creixent l'interès pels reactors de fissió primer i després pels de fusió com a mitjà per a obtenir electricitat. L'inconvenient és que la recerca és molt cara, ja que inclou instal·lacions molt costoses i que no aporten resultats immediats, cosa per la qual els projectes tenen caire internacional (com l'ITER) entre diversos països molt rics i tecnològicament molt desenvolupats. Els recursos econòmics de què es disposen no són tampoc els mateixos que tenen les recerques amb fins militars.
Les aplicacions dels reactors nuclears de fissió bàsicament s'engloben en:
- Producció de calor, que s'empra directament o per a produir vapor a partir d'aigua i aquest vapor per a treball mecànic (turbina), usat directament o per a produir electricitat amb un alternador (central nuclear), per a produir aigua dolça a partir d'aigua de mar (dessalinització), per a produir hidrogen per electròlisi a alta temperatura, etc.
- Propulsió naval d'embarcacions trencaglaç, submarins nuclears, portaavions militars, etc. Hom investiga a usar-los també per a la propulsió de coets.
- Producció de plutoni, que es pot usar amb fins militars, com per exemple a bombes atòmiques o no, com per exemple el combustible MOX, fet amb òxids de plutoni (PuO₂) i d'urani empobrit (UO₂) i que es pot usar a alguns reactors PWR. En aquest darrer cas, en principi el concepte és l'invers, als anys 90 es comencen a crear centrals nuclears que usen com a combustible els residus radioactius d'altres centrals nuclears, que resulten ser el plutoni (al MOX en un 7 % aproximadament) i l'urani "empobrit" (al MOX entorn d'un 93 %) resultant del procés d'enriquiment d'urani.
- Producció d'isòtops radioactius, usats en construcció (americi dels detectors de fum), en medicina (Cobalt-60), en recerca, etc.
- Producció de neutrons lliures, usats a la recerca i en medicina.
- Producció de bombes de neutrons, usades amb fins militars.

La construcció de reactors grans sempre acaba necessitant més temps i diners del que s'espera inicialment.
Els reactors nuclears de fusió estan tots encara en fase de recerca i desenvolupament, una de les futures aplicacions més importants que hom espera d'ells és la producció d'electricitat.